# Premyer Liqası 2011-2012
La Premyer Liqasi 2011-2012 (chiamata anche Unibank Premyer Liqasi per motivi di sponsorizzazione) è stata la ventesima edizione della massima serie del campionato di calcio azero disputata tra il 6 agosto 2011 e il 12 maggio 2012 e conclusa con la vittoria del Neftçi Baku, al suo settimo titolo.
Capocannoniere del torneo fu Bahodir Nasimov (PFC Neftchi Baku) con 16 reti.

## Novità
Il Simurq e il MOIK Baku erano retrocessi in Birinci Divizionu dopo essersi piazzato all'ultimo posto nella stagione 2010-2011. Il Simurq è stato poi ripescato in seguito al ritiro del Muğan, annunciato il 18 luglio 2011.

Dalla Prima divisione erano state promosse le prime due classificate, Abşeron e Rəvan. Il 1º luglio 2011 l'Abşeron ha però annunciato il suo scioglimento, a causa di problemi di sponsorizzazione; al suo posto è stato ripescato il FK Sumqayit.

Il 31 maggio 2011, il Gəncə ha cambiato il suo nome in Kəpəz.

## Regolamento
Le 12 squadre partecipanti si sono affrontate in un girone di andata e ritorno, per un totale di 22 giornate. Al termine, le squadre sono state divise in base alla classifica. Le prime 6 hanno partecipato al girone di play-off, che ha deciso la squadra campione e le qualificazioni alle coppe europee; le altre 6 hanno giocato il girone di play-out. La seconda fase prevede gironi di andata e ritorno, per un totale di 10 giornate.

La squadra campione di Azerbaigian è ammessa al secondo turno di qualificazione della UEFA Champions League 2012-2013.

La seconda e la terza classificata del girone di play-off sono ammesse al primo turno di qualificazione della UEFA Europa League 2012-2013.

Le ultime due classificate avrebbero dovuto retrocedere in Prima divisione ma la federazione, bloccando le promozioni, di fatto non fece retrocedere nessuna squadra.

## Squadre partecipanti
| Club           | Città    | Stadio                         | Posizione 2010-2011         |
| -------------- | -------- | ------------------------------ | --------------------------- |
| AZAL           | Baku     | Stadio AZAL                    | 4º posto                    |
| FK Baku        | Baku     | Stadio Tofiq Bəhramov          | 6º posto                    |
| İnter Baku     | Baku     | Stadio Shafa                   | 5º posto                    |
| Kəpəz          | Ganja    | Stadio della città di Ganja    | 9º posto                    |
| Neftçi Baku    | Baku     | Stadio Ismat Gayibov           | Campione di Azerbaigian     |
| Qəbələ         | Qəbələ   | Stadio della città di Qəbələ   | 7º posto                    |
| Qarabağ        | Ağdam    | Stadio Olimpico Guzanli        | 3º posto                    |
| Rəvan Baku     | Baku     | Şəfa stadionu 4-cü meydança    | 2º posto in Prima divisione |
| Simurq         | Zaqatala | Stadio della città di Zaqatala | 11º posto                   |
| Sumqayıt       | Sumqayıt | Stadio Olimpico                | 7º posto in Prima divisione |
| Turan Tovuz    | Tovuz    | Stadio della città di Tovuz    | 10º posto                   |
| Xəzər-Lənkəran | Lankaran | Stadio della città di Lankaran | 2º posto                    |

## Stagione regolare

### Classifica finale
|  | Pos. | Squadra        | Pt | G  | V  | N | P  | GF | GS | DR  |
|  | ---- | -------------- | -- | -- | -- | - | -- | -- | -- | --- |
|  | 1.   | Neftçi Baku    | 49 | 22 | 16 | 1 | 5  | 45 | 17 | +28 |
|  | 2.   | İnter Baku     | 45 | 22 | 13 | 6 | 3  | 21 | 10 | +11 |
|  | 3.   | Xəzər-Lənkəran | 44 | 22 | 13 | 5 | 4  | 33 | 19 | +14 |
|  | 4.   | Qarabağ        | 41 | 22 | 12 | 5 | 5  | 27 | 14 | +13 |
|  | 5.   | FK Baku        | 35 | 22 | 10 | 5 | 7  | 27 | 22 | +5  |
|  | 6.   | Qəbələ         | 35 | 22 | 10 | 5 | 7  | 27 | 23 | +4  |
|  | 7.   | AZAL           | 29 | 22 | 8  | 5 | 9  | 35 | 35 | 0   |
|  | 8.   | Rəvan Baku     | 25 | 22 | 6  | 7 | 9  | 23 | 29 | -6  |
|  | 9.   | Kəpəz          | 22 | 22 | 6  | 4 | 12 | 26 | 38 | -12 |
|  | 10.  | Simurq         | 19 | 22 | 5  | 4 | 13 | 18 | 34 | -16 |
|  | 11.  | Sumqayıt       | 15 | 22 | 4  | 3 | 15 | 16 | 37 | -21 |
|  | 12.  | Turan Tovuz    | 11 | 22 | 3  | 2 | 17 | 13 | 33 | -20 |

Legenda:

      Ammesse alla poule scudetto

      Ammesse alla poule retrocessione

### Risultati
|          | AZA  | Bak  | İnt  | Kəp  | Nef  | Qəb  | Qar  | Rəv  | Sim  | Sum  | Tur  | Xəz  |
| -------- | ---- | ---- | ---- | ---- | ---- | ---- | ---- | ---- | ---- | ---- | ---- | ---- |
| AZAL     | –––– | 1-0  | 1-1  | 2-0  | 3-1  | 3-0  | 1-3  | 1-2  | 5-1  | 6-3  | 3-2  | 0-3  |
| Baku     | 0-0  | –––– | 0-1  | 0-3  | 1-3  | 2-1  | 1-2  | 3-2  | 0-0  | 1-0  | 5-0  | 2-2  |
| İnter    | 1-1  | 0-3  | –––– | 0-0  | 2-1  | 1-1  | 0-0  | 1-0  | 1-0  | 2-0  | 1-0  | 1-0  |
| Kəpəz    | 3-1  | 1-3  | 0-1  | –––– | 1-1  | 3-2  | 1-2  | 3-2  | 2-0  | 1-1  | 1-1  | 1-4  |
| Neftçi   | 7-1  | 1-0  | 0-1  | 2-0  | –––– | 2-0  | 1-1  | 1-0  | 4-2  | 4-0  | 1-0  | 5-0  |
| Qəbələ   | 1-1  | 0-0  | 0-0  | 2-0  | 1-0  | –––– | 0-0  | 2-3  | 0-2  | 3-1  | 2-1  | 0-1  |
| Qarabağ  | 1-0  | 2-1  | 1-0  | 1-0  | 1-2  | 0-1  | –––– | 2-0  | 1-2  | 1-2  | 3-1  | 0-1  |
| Rəvan    | 3-1  | 0-0  | 1-2  | 1-2  | 0-1  | 0-4  | 1-1  | –––– | 1-1  | 0-0  | 2-1  | 1-1  |
| Simurq   | 0-3  | 0-2  | 0-2  | 4-2  | 1-2  | 0-1  | 0-1  | 1-1  | –––– | 1-0  | 2-1  | 2-2  |
| Sumqayıt | 2-1  | 0-1  | 0-2  | 4-1  | 0-3  | 1-2  | 0-0  | 0-1  | 0-1  | –––– | 1-0  | 0-3  |
| Turan    | 0-0  | 0-2  | 0-1  | 3-1  | 0-1  | 0-1  | 0-1  | 0-1  | 1-0  | 1-0  | –––– | 0-1  |
| Xəzər    | 1-0  | 3-0  | 0-1  | 1-0  | 1-0  | 2-1  | 0-0  | 1-1  | 1-0  | 2-1  | 3-1  | –––– |

## Poulescudetto

### Classifica
|                        | Pos. | Squadra        | Pt | G  | V  | N | P  | GF | GS | DR  |
| ---------------------- | ---- | -------------- | -- | -- | -- | - | -- | -- | -- | --- |
| Azerbaigian (bandiera) | 1.   | Neftçi Baku    | 63 | 32 | 20 | 3 | 9  | 55 | 30 | +25 |
|                        | 2.   | Xəzər-Lənkəran | 59 | 32 | 17 | 8 | 7  | 44 | 28 | +16 |
|                        | 3.   | İnter Baku     | 56 | 32 | 16 | 8 | 8  | 29 | 21 | +8  |
|                        | 4.   | Qarabağ        | 53 | 32 | 15 | 8 | 9  | 37 | 28 | +9  |
|                        | 5.   | Qəbələ         | 52 | 32 | 15 | 7 | 10 | 43 | 32 | +11 |
|                        | 6.   | FK Baku        | 50 | 32 | 15 | 5 | 12 | 42 | 36 | +6  |

Legenda:

      Campione di Azerbaigian e ammessa alla UEFA Champions League 2012-2013

      Ammesse alla UEFA Europa League 2012-2013

### Risultati
|         | Bak  | İnt  | Nef  | Qəb  | Qar  | Xəz  |
| ------- | ---- | ---- | ---- | ---- | ---- | ---- |
| Baku    | –––– | 0-1  | 2-0  | 2-1  | 1-2  | 4-1  |
| İnter   | 1-0  | –––– | 1-2  | 2-1  | 1-1  | 0-0  |
| Neftçi  | 2-1  | 2-1  | –––– | 0-1  | 2-1  | 1-1  |
| Qəbələ  | 4-0  | 2-1  | 4-1  | –––– | 1-0  | 0-1  |
| Qarabağ | 2-4  | 1-0  | 0-0  | 1-1  | –––– | 1-0  |
| Xəzər   | 0-1  | 2-0  | 1-0  | 1-1  | 4-1  | –––– |

## Pouleretrocessione

### Classifica
|  | Pos. | Squadra     | Pt | G  | V  | N  | P  | GF | GS | DR  |
|  | ---- | ----------- | -- | -- | -- | -- | -- | -- | -- | --- |
|  | 7.   | AZAL        | 44 | 32 | 12 | 8  | 12 | 44 | 44 | 0   |
|  | 8.   | Rəvan Baku  | 41 | 32 | 10 | 11 | 11 | 39 | 39 | 0   |
|  | 9.   | Simurq      | 34 | 32 | 8  | 10 | 14 | 27 | 41 | -14 |
|  | 10.  | Kəpəz       | 32 | 32 | 9  | 5  | 18 | 35 | 55 | -20 |
|  | 11.  | Turan Tovuz | 25 | 32 | 6  | 7  | 19 | 26 | 42 | -16 |
|  | 12.  | Sumqayıt    | 24 | 32 | 6  | 6  | 20 | 27 | 52 | -25 |

### Risultati
|          | AZA  | Kəp  | Rəv  | Sim  | Sum  | Tur  |
| -------- | ---- | ---- | ---- | ---- | ---- | ---- |
| AZAL     | –––– | 2-0  | 1-1  | 0-0  | 1-1  | 1-0  |
| Kəpəz    | 0-2  | –––– | 1-0  | 0-1  | 4-1  | 2-1  |
| Rəvan    | 2-0  | 5-1  | –––– | 0-0  | 3-2  | 2-2  |
| Simurq   | 1-2  | 1-1  | 1-1  | –––– | 2-1  | 1-1  |
| Sumqayıt | 1-0  | 2-0  | 0-1  | 1-2  | –––– | 1-1  |
| Turan    | 3-0  | 2-0  | 2-1  | 0-0  | 1-1  | –––– |

## Classifica marcatori
| Gol |  |  | Giocatore       | Squadra     |
| --- |  |  | --------------- | ----------- |
| 16  |  |  | Bahodir Nasimov | Neftçi Baku |
| 11  |  |  | Jurij Fomenko   | Kəpəz       |
| 10  |  |  | Tales Schütz    | AZAL        |
| 10  |  |  | Flavinho        | Neftçi Baku |
| 10  |  |  | Zouhir Benouahi | AZAL        |
| 9   |  |  | Dodô            | Qəbələ      |
| 9   |  |  | Yannick Kamanan | Qəbələ      |
| 8   |  |  | Robertas Poškus | Simurq      |
| 8   |  |  | Winston Parks   | FK Baku     |

## Verdetti
- Campione di Azerbaigian: Neftçi Baku
- UEFA Champions League 2012-2013: Neftçi Baku (al secondo turno di qualificazione)
- UEFA Europa League 2012-2013: Xəzər-Lənkəran, İnter Baku, FK Baku